# Merodontina thaiensis
Merodontina thaiensis là một loài ruồi trong họ Asilidae. Merodontina thaiensis được Scarbrough & Hill miêu tả năm 2000. Loài này phân bố ở miền Ấn Độ - Mã Lai.